# لهجة الأشراف
لهجة الأشراف (بالصومالية: Af-Ashraaf)‏ إحدى لهجات اللغة الصومالية ويُنطق بها في مقاطعة مركا بمحافظة شبيلي السفلى وكذلك ينطق بها بعض سكان محافظة بنادر جنوب الصومال.

## التصنيف
وفقًا لـ Blench (2006) فإن هناك لهجتان تتفرعان من لهجة الأشراف هما: لهجة شنغاني ولهجة شبيلي السفلى. وجاء في كتاب تنوع الكلام للكاتبين Green & Jones (2016): 
" ما نأمل أن نوضحه هو أنه في حين أن لهجة مركا (Af Ashraaf) قد تكون مشابهة في بعض النواحي للغة الصومالية التي تُنطق في المناطق الشمالية ولهجة ماي [الإنجليزية]، إلا أنها مع ذلك تتمتع بعدد من الخصائص الفريدة، وخاصة في مورفولوجيتها، ونعتقد أنها تستحق أن تُعامل ليس كلغة صومالية أو لهجة ماي، ولكن كلغة لها خصائصها"
وبالمثل اختلف اللغويون في تصنيف باقي لغات أومو تانا في الصومال (مثل ماي، دبري، جيدو) هل تُعتبر لغات خاصة أم لهجات صومالية، وذلك في توسكو (2012):

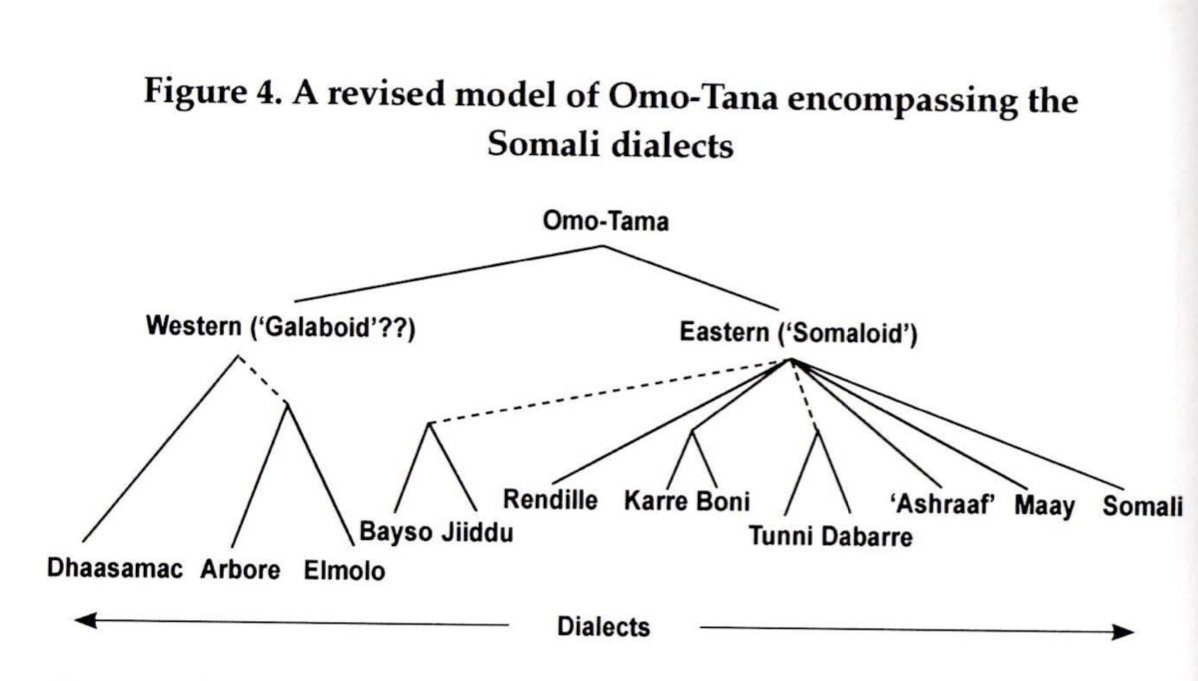
نموذج توسكو لتصنيف لغة أومو تانا، مع الاعتراف بالوضع الاجتماعي اللغوي للغات الكوشية في الصومال التي صُنفت على أنها "لهجات" صومالية في حين أن من المفترض تصنيفها كلغات قائمة بذاتها ومنفصلة عن الصومالية

 "من المعروف أن مصطلح "اللهجات" قد يشير إلى "أشياء" مختلفة. ولا بأس أن نقول داخل الصومال إن جميع اللهجات الصومالية هي "لهجات" من وجهة نظر اجتماعية لغوية، أي من حيث دورها الاجتماعي، وغيابها العام في وسائل الإعلام المكتوبة، وقبول المتحدثين باللغة الصومالية اللهجة الصومالية الشمالية الوسطى (المنطوقة في مناطق شمال ووسط الصومال) لغة مشتركة، ولكن من وجهة نظر لغوية بحتة، ينبغي تقييم الفهم المتبادل ووضع علامات على اللهجات وفقًا لذلك (واعتبارها لغات خاصة يمكن فهمها بشكل متبادل). ولا يوجد تصنيف حتى الآن يقوم بذلك".